# John Sumegi
John Sumegi   (Orange, 27 d'octubre de 1954) és un piragüista australià, ja retirat, que va competir durant la dècada de 1970.
El 1976 va prendre part en els Jocs Olímpics d'Estiu de Mont-real, on va disputar dues proves del programa de piragüisme. Destaca la vuitena posició aconseguida en la prova del K-2 500 metres. Quatre anys més tard, als Jocs de Moscou, tornà a disputar dues proves del programa de piragüisme. Guanyà la medalla de plata en el K-1 500 metres, mentre en el K-4 1.000 metres fou quart.
En el seu palmarès també destaca una medalla de plata al Campionat del Món en aigües tranquil·les de 1979.